# Hootenanny (álbum)
Hootenanny é o segundo álbum de estúdio da banda The Replacements. A arte da capa é uma homenagem ao álbum de compilação de 1963 da Crestview Records, "Hootenanny", com proeminentes artistas de folk da época. O álbum foi remasterizado e relançado pela Rhino Entertainment em 22 de abril de 2008 com 7 faixas adicionais..
A faixa de abertura, "Hootenanny" apresenta uma formação diferente da banda - Chris Mars e Tommy Stinson nas guitarras, Bob Stinson no baixo e na bateria Westerburg. Os outtakes deste álbum incluem (mas não estão limitados a): "Don't Get Married", "Ain't No Crime" e "Shoot Me, Kill Me". A versão original de "Lovelines" é "Lookin 'For Ya".

## Faixas
Lado A
1. "Hootenanny" (Westerberg, Bob Stinson, Tommy Stinson, Chris Mars) – 1:52
2. "Run It" (Westerberg, Mars) – 1:11
3. "Color Me Impressed" – 2:25
4. "Willpower" – 4:22
5. "Take Me Down to the Hospital" – 3:47
6. "Mr. Whirly" (mostly stolen) – 1:53

Lado B
1. "Within Your Reach" – 4:24
2. "Buck Hill" (Westerberg, Stinson, Mars) – 2:09
3. "Lovelines" (Westerberg, Stinson, Stinson, Mars, C.P. Readers) – 2:01
4. "You Lose" (Westerberg, Stinson, Stinson, Mars) – 1:41
5. "Hayday" – 2:06
6. "Treatment Bound" – 3:16

Faixas bônus da reedição de 2008
1. "Lookin' for Ya" - 1:57
2. "Junior's Got a Gun" (outtake- Rough Mix) - 2:08
3. "Ain't No Crime2 (outtake) - 1:15
4. "Johnny Fast" (Outtake - Rough Mix) - 2:28
5. "Treatment Bound" (versão alternativa) - 3:15
6. "Lovelines" (vocal alternativo) - 2:05
7. "Bad Worker" (versão demo) - 4:14

- Faixas 14-19 inéditas.

## Créditos
- Bob Stinson - guitarra (baixo em "Hootenanny").
- Tommy Stinson - baixo (segunda guitarra em "Hootenanny").
- Paul Westerberg - vocal e guitarra (bateria em "Hootenanny" e todos os intrumentos em "Within Your Reach").
- Chris Mars - bateria (guitarra em "Hootenanny").